# Murias (Zamora)
Murias (en senabrés Muries) es una localidad española del municipio de Trefacio, en la provincia de Zamora y la comunidad autónoma de Castilla y León.

## Localización
Está situada en la comarca de Sanabria, a unos 1200 metros sobre el nivel del mar. El pueblo se ubica en la falda del monte Palancal, desde la que se tiene unas hermosas vistas sobre del valle. Posee una pequeña ermita con inscripciones del siglo XVIII.

### Accesos
La localidad está conectada a la red vial mediante una carretera con el vecino Cerdillo, que fue sufragada hace unas décadas por el propio pueblo.

## Toponimia
El topónimo Murias existe desde la época medieval. Así, al igual que en el caso de Murias de Paredes, el nombre podría derivarse de las «murias» o montones de piedras retiradas de los canales de lavado en las explotaciones romanas. Según otra teoría el topónimo tiene su origen del latín murum, «paredón», que dio lugar a «muru» o «murio»; el plural femenino «murias», puede aludir a antiguas ruinas. Francisco Javier García Martínez señala que se trata de un topónimo donde «Murias» puede referirse a tapias o construcciones derruidas y nota que «muria» se usa además con el significado de «mojón». En su Diccionario Etimológico, Julián Aydillo, indica que el término proviene de «mola» o «mula», con el significado de piedra de molino, en posible alusión a los molinos de la población.

## Historia
Teniendo en cuenta los vestigios celtas de Trefacio y los romanos de Vigo, sin ningún lugar a dudas Murias debió correr la misma suerte que dichos pueblos y comarca y su historia además de ancestral debe estar plagada de vida, de la cual sin embargo no queda mucho.
Durante la Edad Media quedó integrado en el Reino de León, cuyos monarcas habrían acometido la repoblación de la localidad dentro del proceso repoblador llevado a cabo en Sanabria. Tras la independencia de Portugal del reino leonés en 1143 la zona habría sufrido por su situación geográfica los conflictos entre los reinos leonés y portugués por el control de la frontera, quedando estabilizada la situación a inicios del siglo XIII.
Posteriormente, en la Edad Moderna, Murias fue una de las localidades que se integraron en la provincia de las Tierras del Conde de Benavente y dentro de esta en la receptoría de Sanabria. No obstante, al reestructurarse las provincias y crearse las actuales en 1833, la localidad pasó a formar parte de la provincia de Zamora, dentro de la Región Leonesa, quedando integrado en 1834 en el partido judicial de Puebla de Sanabria.
En torno a 1850, el antiguo municipio de Murias se integró en el de Trefacio.

### Leyendas
Existen ciertas leyendas locales acerca de la Guerra de Independencia, señalando que se dejó a una pareja de soldados franceses custodiando el pueblo, que acabaron con ellos y quedaron enterrados en el hueco de la escalera de caracol de la Iglesia y en el corral de Bernardo, en el barrio de la Cruz.
Asimismo, existen ciertas leyendas acerca de los maquis en la posguerra, gente que vivía en la sierra y que de vez en cuando se dejaba ver por el pueblo para conseguir lo que no podían obtener en lo alto de los montes en que se refugiaban. Alguno de estos fue conocido como "El Asturiano".

## Demografía
Con apenas unos 15 residentes durante todo el año, Murias suele llegar a los 200 en el mes de agosto, cuando recupera a todos sus hijos emigrantes, básicamente a Madrid y pocos a Barcelona y Bilbao, algunos de los cuales fijan aquí su segunda residencia mediante la construcción de nuevas casas que revitalizan el pueblo. El gran momento para emigrar se produjo en los 50-60, tras la Guerra Civil. Los jóvenes de aquella emigraron mayoritariamente a Madrid, a Barcelona y a Bilbao.

## Barrios
Distribuida en varios barrios:
- El barrio de la Iglesia, corazón geo-político religioso, por encontrarse la Iglesia y su famoso Cabildo antiguamente cementerio y en los siguientes años lugar de diversión con césped para los más jóvenes. También estaba el lugar donde ancestralmente se encontraba la taberna "del ti Cláudio" y el correo postal y los bandos, hoy casa privada, así como un horno ahora ya destruido. También vive Amando Núñez, representante local en el ayuntamiento de Trefacio y por lo tanto considerado como si fuese el alcalde de Murias.
- En el barrio de la Cruz, se encuentran los antiguos vestigios de las escuelas, una convertida ahora en una casa y otra que ejerce de bar y lugar de encuentro, juegos de mesa y tertulias durante el mes de agosto, también posee la famosa y medicinal antiguamente fuente de "Los Gallegos" es decir de la familia Gallego, así como los lavaderos públicos.
- El barrio del Concello es el situado más al norte, posee lo que podríamos denominar "zona deportiva", con San Miguel y el acceso al camino que va hacia Peña Rachada en lo alto del Palancal (1.550 m) y que da acceso a la Sierra, que contiene aún dentro de su término municipal y antes de llegar al de La Baña (León) la famosa laguna de las Yeguas, aunque siempre fue llamada de Murias.
- Por su ubicación, el barrio de Lagarejos tiene entidad propia. La carretera principal que accede al pueblo desde la localidad de Cerdillo, se bifurca dejando al lado derecho Lagarejos y a la izquierda el resto del pueblo. En su día, a las afueras estaba situado el vertedero, la "Majada". Desde Lagarejos parte otra carretera, podría decirse que es continuación de la principal, es un acceso directo a la iglesia de Cerdillo y el resto del pueblo, se hizo a petición del pueblo, para facilitar el acceso al cementerio situado en la Iglesia de Cerdillo, al cual, hasta ese momento, había que acceder a través de un camino pedregoso y de fuerte pendiente.
- Finalmente al oeste, Espineda es el barrio en dirección a Vigo, donde quedan algunas fuentes para el ganado y por donde sale la "carretera" que conecta con el Lago.

## Genealogía
Si nos fijamos en la genealogía, apenas un puñado de apellidos surten dicha aldea, los Gallego, Otero y Vega se llevan la palma, seguidos de cerca por los Alonso,Ramos, Núñez, Prada, Espada y Cifuentes, también Juanino que vienen del vecino pueblo de San Ciprán. Lo cual nos deja claro que algunas de las familias provenían de Galicia, Otero de Sanabria (Otero significa montecito en un llano) y de la vega (suele referirse a la zona plana y regada por un río, posiblemente cercana a Benavente). El resto más comunes son variantes de las archiconocidas familias Alonso, Espada, Prada, Núñez (hijo de Nuño), o Cifuentes.

## Economía local
Como toda la comarca, hasta finales del siglo XX, vivió al margen de cualquier desarrollo económico-cultural, siendo una de las zonas más aisladas y deprimidas de España. Tal como describió Miguel de Unamuno en sus viajes.
Básicamente el pueblo se dedicaba a la ganadería y la agricultura de secano en la sierra, mientras que el minifundismo era práctica habitual en las pequeñas parcelas de regadío del pueblo. Cabañas aún quedan de esa época en la Sierra de Murias, como la del tío Pepe encima de la Laguna de Murias u otras de camino por la Sierra a ella. En estos momentos la actividad económica es nula dado que los habitantes permanentes, son casi exclusivamente pensionistas.

## Festividades
El patrón del pueblo es San Antonio de Padua. Su festividad es el día 13 de junio, sin embargo el pueblo de Murias lo traslada al 13 de agosto para dar la oportunidad de celebrar su día grande con toda la familia de emigrantes que retornan en verano. Lo más reseñable es la "Alborada", que tiene lugar al amanecer con el toque de la campana, el gaitero y el reparto de licores y pastas.